# Pyrestes densatus
Pyrestes densatus är en skalbaggsart som beskrevs av Holzschuh 1998. Pyrestes densatus ingår i släktet Pyrestes och familjen långhorningar. Inga underarter finns listade i Catalogue of Life.